# Polyommatus fabressei
Polyommatus fabressei és una espècie de lepidòpter papilionoïdeu de la família dels licènids (Lycaenidae) present als Països Catalans.

## Distribució
Endèmica de la península Ibèrica, es troba localment en zones muntanyoses del centre i est d'Espanya, concretament a les províncies de Segòvia, Madrid, Guadalajara, La Rioja, Sòria, Conca, Saragossa, Terol, Castelló i València. Es tracta d'una espècie que encara no s'ha citat mai a Catalunya però que podria aparèixer a la part catalana dels Ports de Tortosa-Beseit. Tot i això, la seva semblança morfològica amb la marroneta de vellut (Polyommatus ripartii) fa necessàries anàlisis genètiques per a la seva determinació.

## Descripció
Lleuger dimorfisme sexual a l'anvers. El mascle presenta l'anvers de color bru amb una gran àrea vellutada per la presència d'escates androconials que s'estenen per la base i la part central de l'ala anterior. La femella també presenta l'anvers de color bru, però sense l'àrea vellutada. Ambdós sexes tenen un punt negre a l'anvers de l'ala anterior, tot i que és més marcat en la femella. Revers semblant en ambdós sexes, amb el color de fons gris marronós. L'ala anterior presenta una sèrie de grans punts negres vorejats de blanc a la part exterior i un altre punt negre aïllat més proper a la base. Ala posterior amb una sèrie de punts negres similars als de l'ala anterior, però més petits. A diferència de molts exemplars de la marroneta de vellut, aquesta espècie no presenta una franja blanca a l'ala posterior, ja que com a molt tenen una línia vestigial formada per escates blanques.

## Hàbitat
Barrancs rocallosos amb matolls i pendents herbosos secs, sempre sobre sòls calcaris. Rang altitudinal des dels 150 m fins als 1900 m. L'eruga s'alimenta de diverses fabàcies del gènere Onobrychis, com ara O. viciifolia o O. argentea.

## Període de vol i hibernació
Vola en una generació entre finals de juny i agost. Hiberna com a eruga.

## Comportament
La femella pon els ous a les espigues florals seques, ja sense fruit, i pràcticament sense calzes secs, concretament entre les bràctees i el raquis de la planta nutrícia. Les erugues joves s'alimenten de les fulles basals de la planta nutrícia, mentre que a la següent primavera es nodreixen de les flors, on completen el cicle. Es tracta d'una espècie mirmecòfila, les erugues de la qual són ateses per Plagiolepis pygmaea.

## Espècies ibèriques similars
- Polyommatus ripartii
- Polyommatus violetae